# Lekkoatletyka na Letnich Igrzyskach Paraolimpijskich 2004 – pchnięcie kulą kl. F58 mężczyzn
W pchnięciu kulą kl. F58 (zawodnicy na wózkach inwalidzkich) mężczyzn podczas Letnich Igrzysk Paraolimpijskich 2004 rywalizowało ze sobą 12 zawodników.

## Wyniki

### Finał
| Poz. | Zawodnik            | Narodowość | Rezultat | Uwagi |
| ---- | ------------------- | ---------- | -------- | ----- |
| 1    | Ibrahim Allam       | Egipt      | 14.19    |       |
| 2    | Janusz Rokicki      | Polska     | 14.19    |       |
| 3    | Hany Elbehiry       | Egipt      | 14.09    |       |
| 4    | Amer Al Abbadi      | Jordania   | 13.80    |       |
| 5    | Alexis Pizarro      | Portoryko  | 13.70    |       |
| 6    | Chen Yonggang       | Chiny      | 13.47    |       |
| 7    | Adel Alajmi         | Kuwejt     | 13.23    |       |
| 8    | Metawa Abou Elkhair | Egipt      | 12.43    |       |
| 9    | Hank Jansen         | Holandia   | 11.80    |       |
| 10   | Qiu Delun           | Chiny      | 10.33    |       |
| 11   | Andre Andrews       | Surinam    | 5.25     |       |
|      | Silver Ezeikpe      | Nigeria    | DQ       |       |